# Thomasomys daphne
Thomasomys daphne is een zoogdier uit de familie van de Cricetidae. De wetenschappelijke naam van de soort werd voor het eerst geldig gepubliceerd door Thomas in 1917.

## Voorkomen
De soort komt voor in Bolivia en Peru.